# 厄瓜多尔薯
厄瓜多尔薯是旋花科番薯属与番薯亲缘关系最近的四倍体物种，也是番薯的野生祖先之一，分布于厄瓜多尔。又名赤道番薯，但种加词[aequatoriensis] 错误：{{Lang}}：文本有斜体标记（帮助）并非指赤道，而是指厄瓜多尔：以此为种加词的植物要么是厄瓜多尔特有种，要么模式产地在厄瓜多尔。当种加词指产于赤道或赤道附近时，植物学家往往采用[aequinoctialis] 错误：{{Lang}}：文本有斜体标记（帮助）。